# Laros Duarte
Laros Duarte (Róterdam, Países Bajos, 28 de febrero de 1997) es un futbolista de Cabo Verde nacido en Países Bajos que juega en la posición de centrocampista con el Puskás Akadémia FC de la NB I. Es hermano del también futbolista Deroy Duarte.

## Carrera

### Club
| Periodo   | Club                        |
| --------- | --------------------------- |
| 2015-2019 | Jong PSV                    |
| 2019      | → Sparta Rotterdam (cedido) |
| 2019-2021 | Sparta Rotterdam            |
| 2021-2024 | FC Groningen                |
| 2024-     | Puskás Akadémia FC          |

### Selección nacional
A nivel de selecciones menores representó a los Países Bajos desde la categoría sub-16 hasta la categoría sub-20; pero al ser descendiente de Cabo Verde decidió representar al país africano a nivel de selección mayor, donde debutó en la Copa Africana de Naciones 2023 donde jugó cuatro partidos.